# László Szabédi
László Szabédi (anterior László Székely) (n. 7 mai 1907, Dumbrăvioara – d. 18 aprilie 1959, Cluj) a fost un poet, jurnalist, traducător și lingvist amator maghiar din Transilvania.

## Biografie
Și-a început studiile secundare la Zărnești în 1913 și le-a continuat la Colegiul Unitarian din Cluj. După absolvirea liceului în 1925, a studiat teologia la Strasbourg începând din 1927. În 1945 a obținut doctoratul în filosofie la Cluj.
Pentru un timp a lucrat ca funcționar în Arad, apoi ca dramaturg la Teatrul din Cluj. Între anii 1931-1938 a colaborat la ziarul Ellenzék. În anii 1939-1940 și-a satisfăcut stagiul militar și apoi a devenit profesor la Bărăi. În 1941 s-a întors la Cluj, unde a lucrat la biblioteca universitară. În 1942 s-a alăturat comunității Helikon, iar din inițiativa lui a fost lansată revista Termés. În 1943 a participat la întâlnirea de la Balatonszárszó. În 1943 a primit premiul Baumgarten.
În 1944 s-a alăturat rezistenței antifasciste. După război a predat pentru un timp limba franceză la Cluj. În mai 1945 a fost ales vicepreședinte al Uniunii Scriitorilor Maghiari din România. În același an a intrat în Partidul Comunist Român și s-a căsătorit cu Margit Tompa, fiica lui László Tompa.
Între anii 1945-1947 a fost director al Muzeului Național Secuiesc din Sfântu Gheorghe, lucrând în același timp la ziarele Népi Egység (din septembrie 1946 până în toamna anului 1947) și la Világosság. Începând din 1947, a predat estetica la Universitatea Bolyai din Cluj și a fost redactor-șef al ziarului Népi Egység. În perioada 1952-1956 a fost șeful catedrei de istorie a literaturii maghiare. În 1955 a fost distins cu titlul de Laureat al Premiului de Stat al Republicii Populare Române. În 1958 a scris capodopera sa, A magyar nyelv őstörténete. A finnugor és az indoeurópai nyelvek közös eredetének bizonyítékai (Istoria veche a limbii maghiare. Dovezi ale originii comune a limbilor fino-ugrice și indo-europene).
După revoluția ungară din 1956 Universitatea Bolyai a devenit ținta atacurilor politice. În februarie-martie 1959 au fost organizate ședințe la diferite niveluri în care a fost discutat faptul că „naționalismul, șovinismul și separatismul de origine burgheză” trebuie lichidate. 
În 27-28 februarie a avut loc la Cluj Adunarea membrilor corpului didactic de la insitutele de învățământ superior din Cluj, la care au participat de la București Athanasie Joja, ministrul învățământului, Nicolae Ceaușescu, secretar al Comitetului Central al Partidului Muncitoresc Român și membru al Biroului Politic, și Ion Iliescu, secretar general al Uniunii Asociațiilor Studențești din România. Trei profesori, István Nagy, Edgár Balogh și László Szabédi, au încercat în limitele discursului comunist să apere necesitatea menținerii universității în forma de atunci. Au fost lămuriți să-și facă autocritica. Ca urmare a tensiunilor acestor adunări și pentru a protesta împotriva fuziunii celor două universități (Babeș și Bolyai), profesorul László Szabédi s-a sinucis la 18 aprilie 1959, aruncându-se în fața trenului în apropierea localității Someșeni. Câteva săptămâni, profesorul Zoltán Csendes, fostul prorector al Universității Bolyai, îi va urma exemplul.
László Szabédi a fost înmomântat la Cimitirul Hajongard din Cluj.

## Scrieri
- Délia. Poem dramatic. Cluj, Minerva, 1936.
- Alkotó szegénység. Poezii. Budapesta, Bolyai Akadémia, 1939.
- Veér Anna alszik. Nuvele. Budapesta, Bolyai Akadémia, 1941.
- Ész és bűbáj. Studii. Budapesta, Magyar Élet, 1943.
- Telehold. Poezii. Budapesta, Magyar Élet, 1944.
- A magyar ritmus formái. București, ESPLA, 1955.
- Válogatott versek, București, ESPLA, 1955.
- Nyelv és irodalom. Articole și studii. București, ESPLA, 1956.
- A magyar nyelv őstörténete. A finnugor és az indoeurópai nyelvek közös eredetének bizonyítékai, București, Kriterion, 1974.

## Traduceri
- poezii de Charles Baudelaire
- poezii de Mihai Eminescu
- Mihail Sadoveanu, Nikora Potkova (Nicoară Potcoavă), 1954.